# Laboratórium

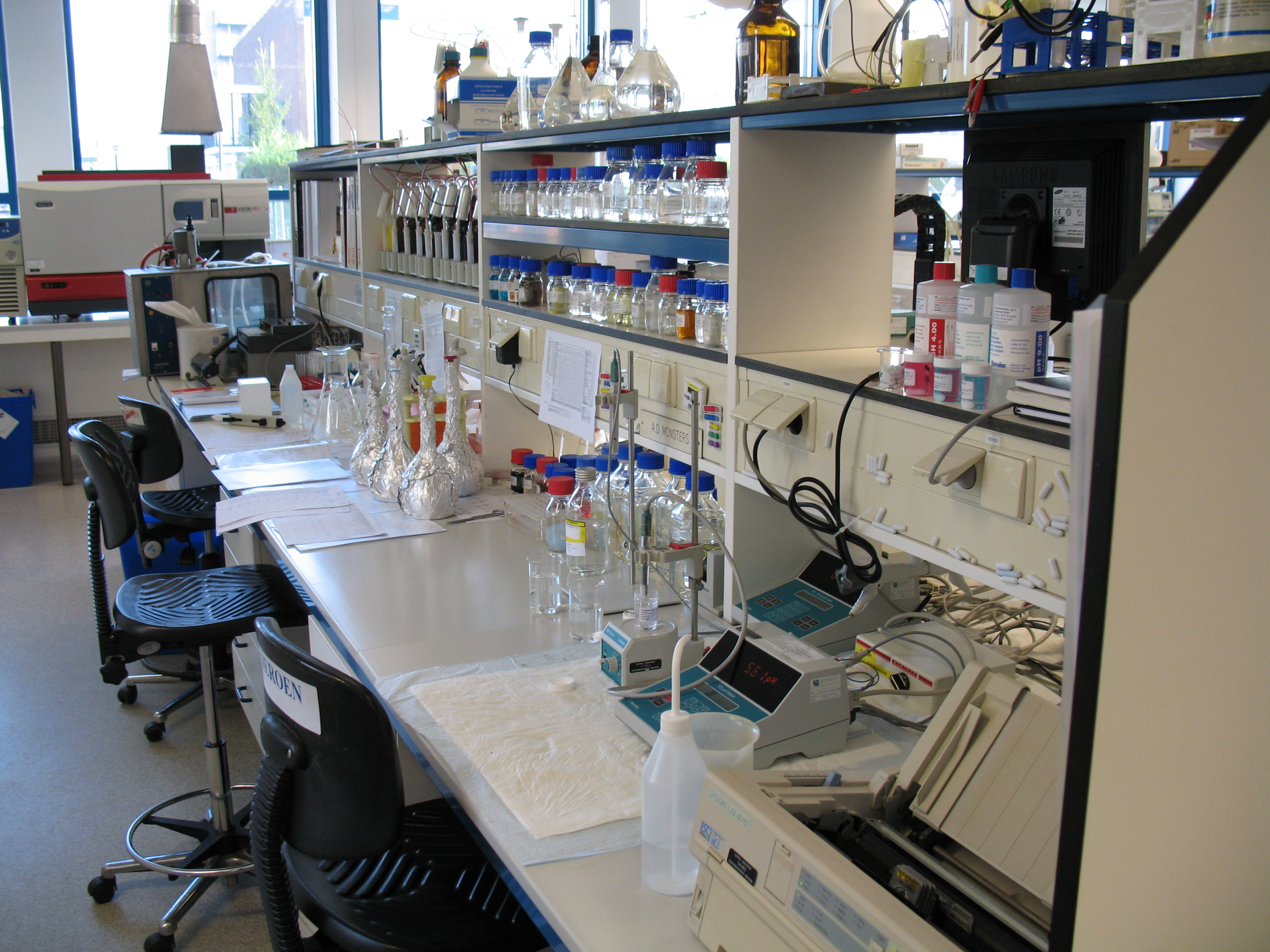
Egy laboratórium belseje 2005-ben

A laboratórium (köznapi rövidítése labor) különböző dolgok tudományos vizsgálatára szolgáló hely (intézmény, épület, helyiség, asztal stb.).A laboratóriumok a működésüket nemzetközi szinten és országonként is jogszabályok alapján végzik. A laboratórium a köztudatban az orvosi vizsgálatokhoz kötődő helyiség, a valóságban ennél bonyolultabb a helyzet. Jellemzően laboratóriumnak nevezzük azokat a műhelyeket, amelyekben vegyszerekkel dolgoznak.

## Története

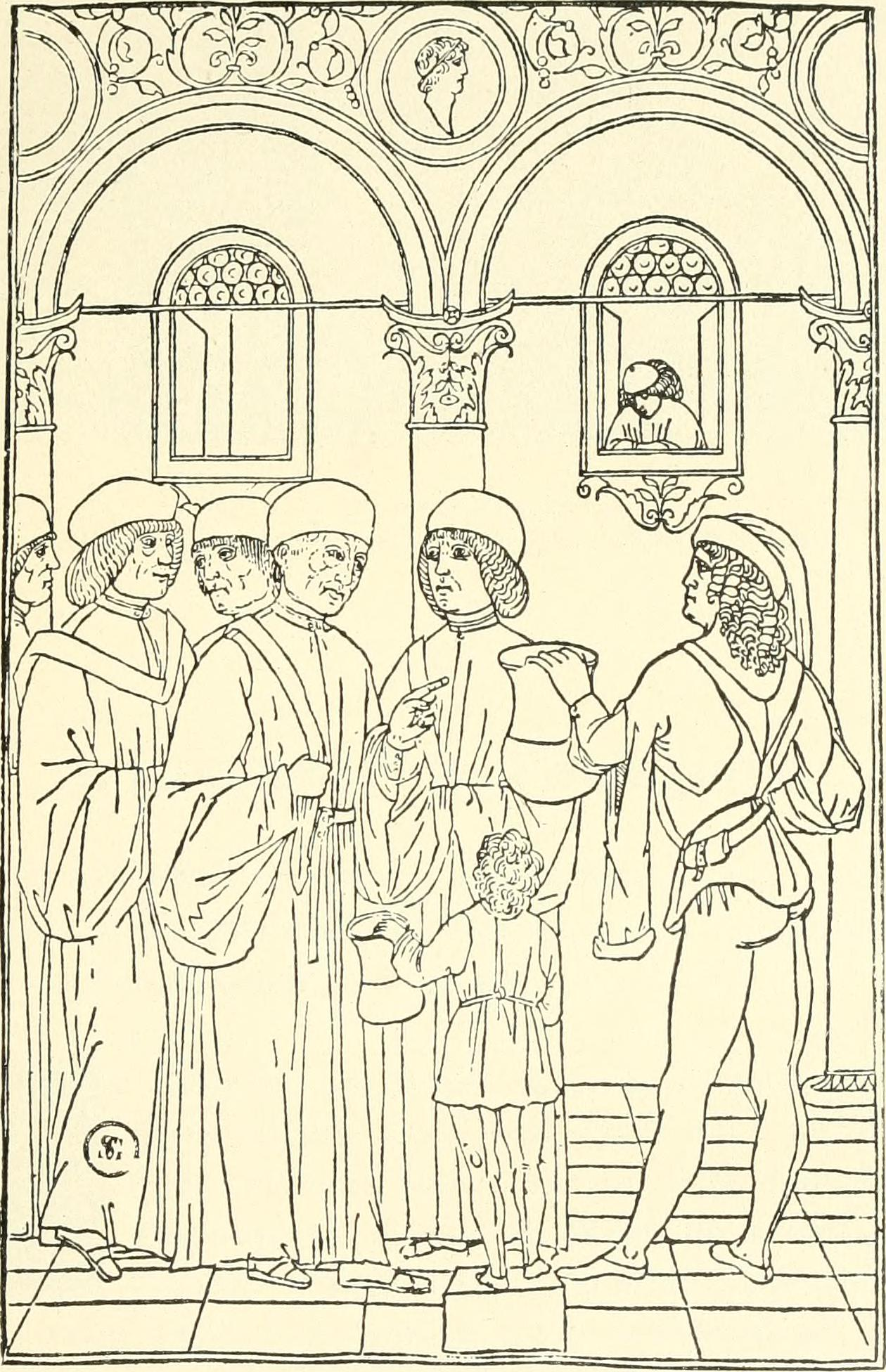
Rézkarcon megörökített középkori vizeletvizsgálat (de Corbeil, 1903)

A kémia történetével a laboratóriumi jellegű vizsgálatok kora visszanyúlik az ókorba, hiszen kezdetleges üvegedényeket, valamint kerámiát gyártottak és használtak már azokban az időkben is. Tény, hogy Kleopátra különböző kémiai párlatokat használt fürdője és így teste illatosításához, amit nyilván egyszerű laboratóriumi módszerekkel, mint lepárlás, sűrítmény készítése, áztatás segítségével nyertek a különböző növényi alapanyagokból.
Laboratóriumnak elsőként az alkimisták kísérleteinek színhelyét nevezték. Az alkimisták műhelyeiben főleg kémiai, fizikai eljárásokkal vizsgálták az anyagokat, s értéktelennek tartott dolgokból (vasból, kőből) próbáltak előállítani értékes dolgokat (aranyat).
Történelmi feljegyzésekből, különböző irodalmi és képzőművészeti művekből tudjuk, hogy orvosi laboratóriumi jellegű vizsgálatot végeztek már a középkorban is az orvostudorok és a borbélyok. A vizeletet történetesen felrázták és átlátszó üvegedényben vizsgálták az üledék leszállását (a vesekövességet, gyulladásos folyamatot, vérzést észlelhették), valamint ízleléssel meg tudták állapítani, hogy tartalmaz-e cukrot a vizelet. A megfigyeléseik és tapasztalataik alapján gyógykezelési eljárást tudtak előírni.

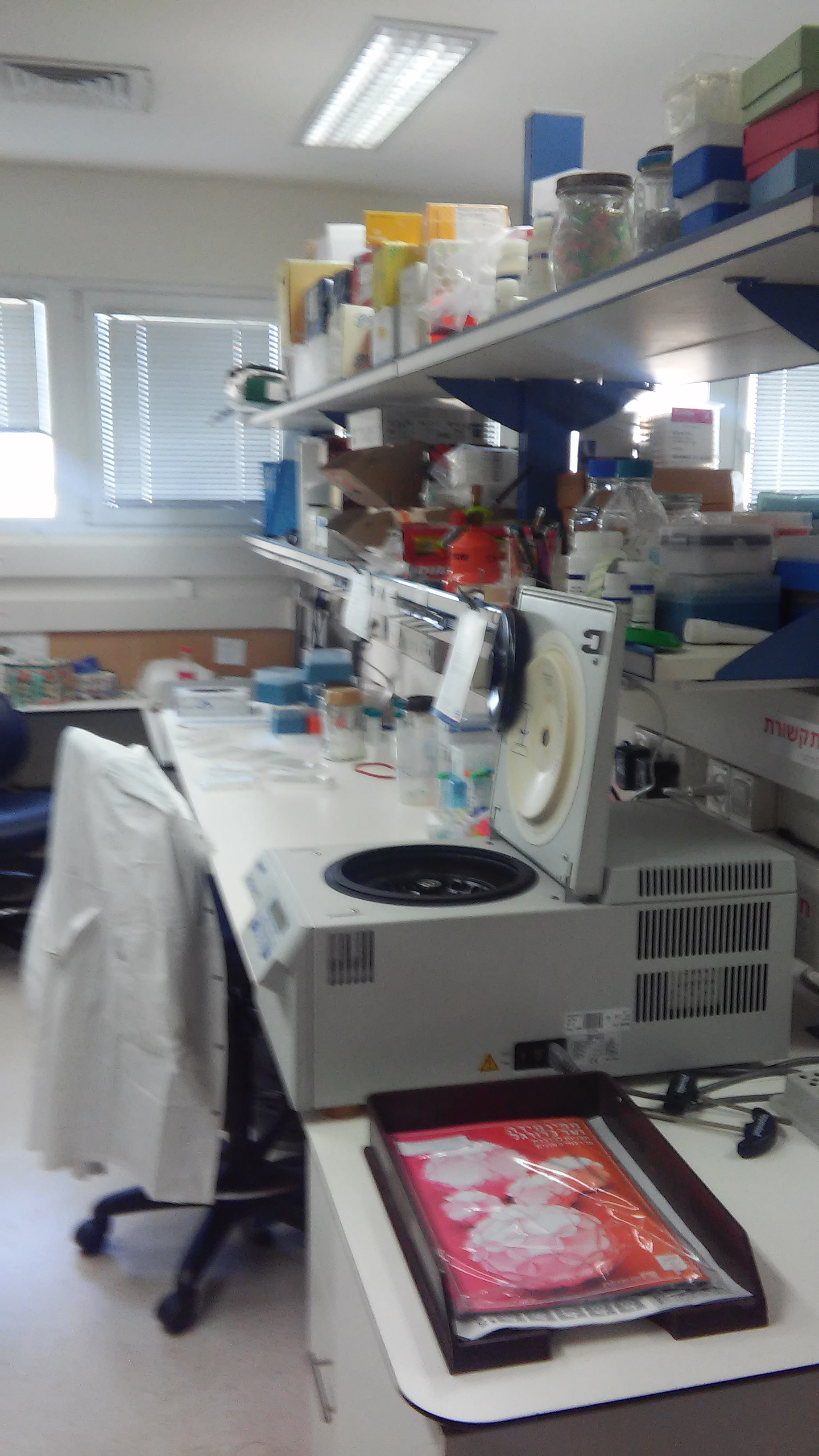
Modern biológiai laboratórium 2015-ben

A 17. században a személyes tapasztalat megszerzését tartotta a kísérletes természettudomány a legfontosabbnak, ezért a laboratóriumi kutatások erőteljes fejlődésnek indultak mind a morfológia (biológia), mind a mikroszkópos vizsgálatok területén.( A gyógyszerészet új hatóanyagokkal vette fel a küzdelmet a fertőző betegségek ellen a 19. században (pl. himlő oltóanyag felfedezése, új elemek felfedezése, mint urán, Edison találmányai, amelyeket elektrotechnikai laboratóriumában fejlesztett ki). A modern laboratóriumok, köztük a bűnügyiek is, a 20. században alakultak ki a korszerű laboratóriumi eszközökkel, mint: munkaasztalok, kémcsövek, lombikok, desztilláló felszerelés, elektronmikroszkóp, centrifuga. Ebben a században jött el a műanyag korszak, amikor is a vegyészet segítségével teljesen új típusú anyagokat ismerhetett meg az emberiség.

## A laboratóriumok csoportosítása
A laboratóriumokat csoportosíthatjuk 
- fenntartásra kötelezettek,
- szakmai felügyeletük,
- hatáskörük (szakmákhoz kapcsolásuk) szerint.

A köztudatban és a valóságban is léteznek fizikai, kémiai, bűnügyi, elektrotechnikai, mechanikai, biológiai stb. laboratóriumok.

## A laboratóriumi helyiségekre vonatkozó előírások
A laboratóriumi helyiségekről is rendelkező részletes jogszabály a 42/2014. (VIII. 19.) EMMI rendelet "A helyes laboratóriumi gyakorlat alkalmazásáról és ellenőrzéséről".
A hivatkozott rendelet 1. sz. melléklete többek között meghatározza a laboratóriumi helyiségekkel szemben támasztott követelményeket:
- Általános követelmények

A vizsgáló intézménynek az adott vizsgálat által megkövetelt előírásoknak megfelelő méretűnek, szerkezetűnek, elhelyezésűnek és elhelyezkedésűnek kell lennie, amely minimálisra csökkenti azon zavaró tényezőket, amelyek a vizsgálat érvényességét befolyásolhatják.
A vizsgáló intézmény helyiségeit úgy kell megtervezni, hogy a különböző tevékenységek - amennyiben ez szükséges - egymástól elválasztásra kerüljenek.
- Vizsgálati helyiségek Laborvizsgálati anyag, emberi vizelet

Laborvizsgálati anyag, emberi vizelet

- Az archiválás céljára szolgáló helyiségek
- Hulladékeltávolítás

A rendelet 1. sz. melléklete az előbbiek mellett meghatározza
- a szervezetet és a személyi felelősséget,
- a minőségbiztosítási program rendszerét,
- a helyiség mellett a készülékek, anyagok és reagensek használati előírásait,
- a vizsgálati rendszereket,[6]
- a kísérleti és összehasonlító anyagokkal összefüggő eljárásokat,
- a szabványműveleti előírásokkal kapcsolatos teendőket,
- a vizsgálat lefolytatásának szabályait,
- a vizsgálat eredményéről szóló jelentés követelményeit,
- a kapcsolódó dokumentumok megőrzésével kapcsolatos intézkedéseket.

A rendelet 2. sz. melléklete a felülvizsgálati, ellenőrzési követelményeket és eljárásokat fogalmazza meg részletesen.

## Képgaléria

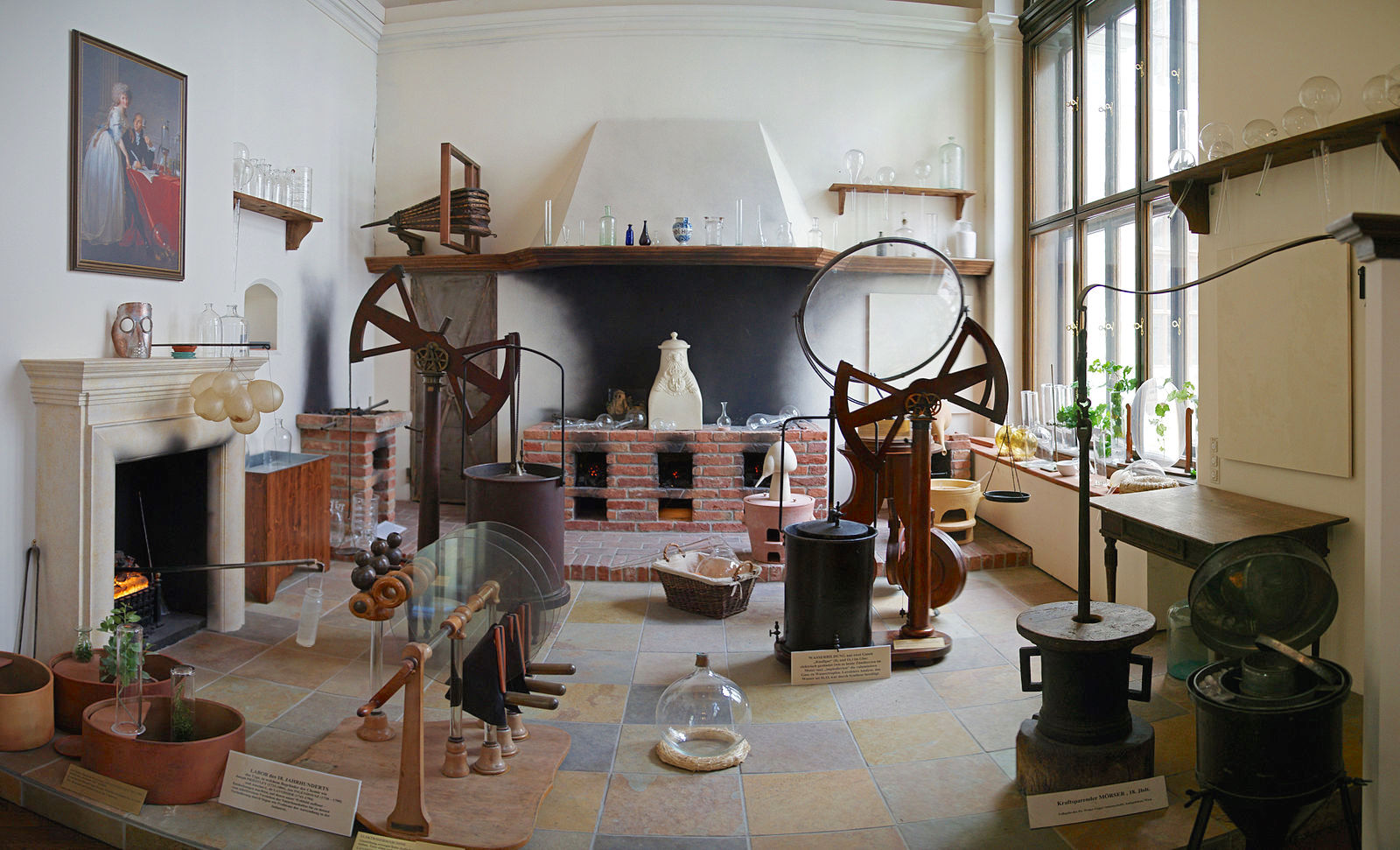
Vegyészeti laboratórium a 18. századból, mint amit Antoine Lavoisier és kortársai használtak
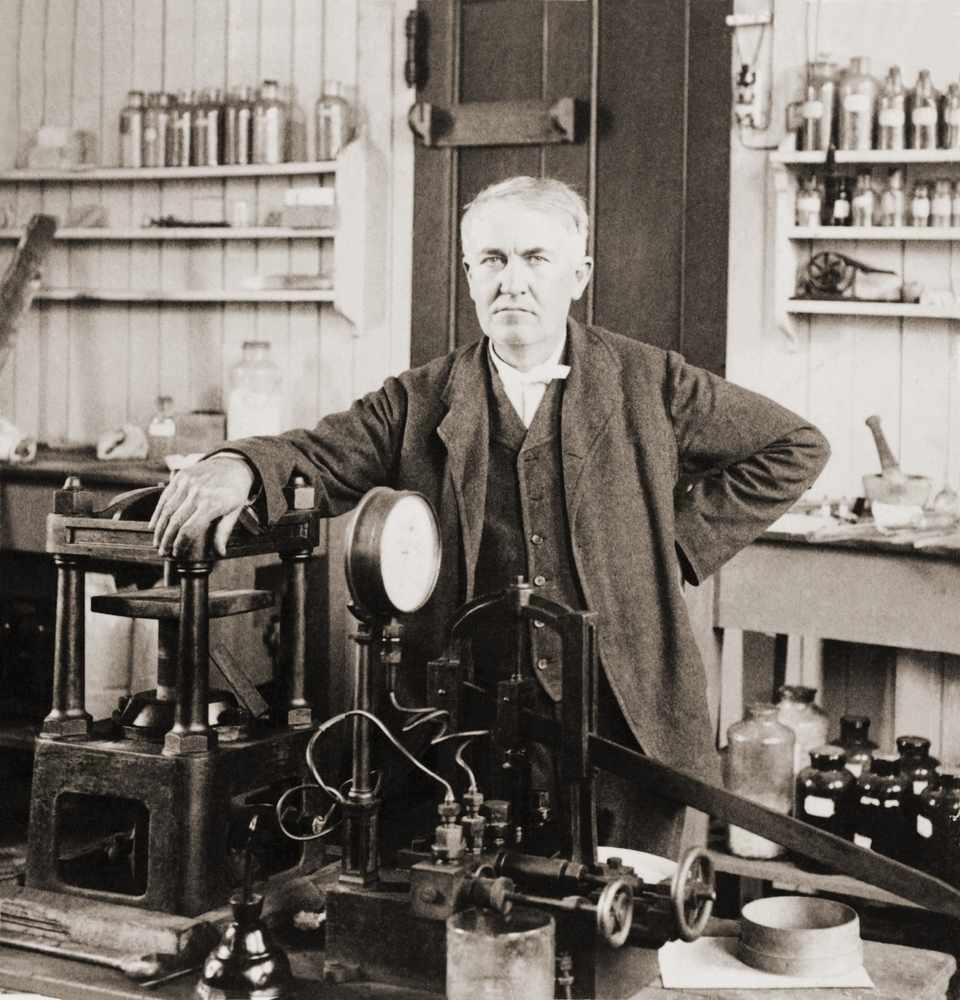
Thomas Edison a laboratóriumában, 1901
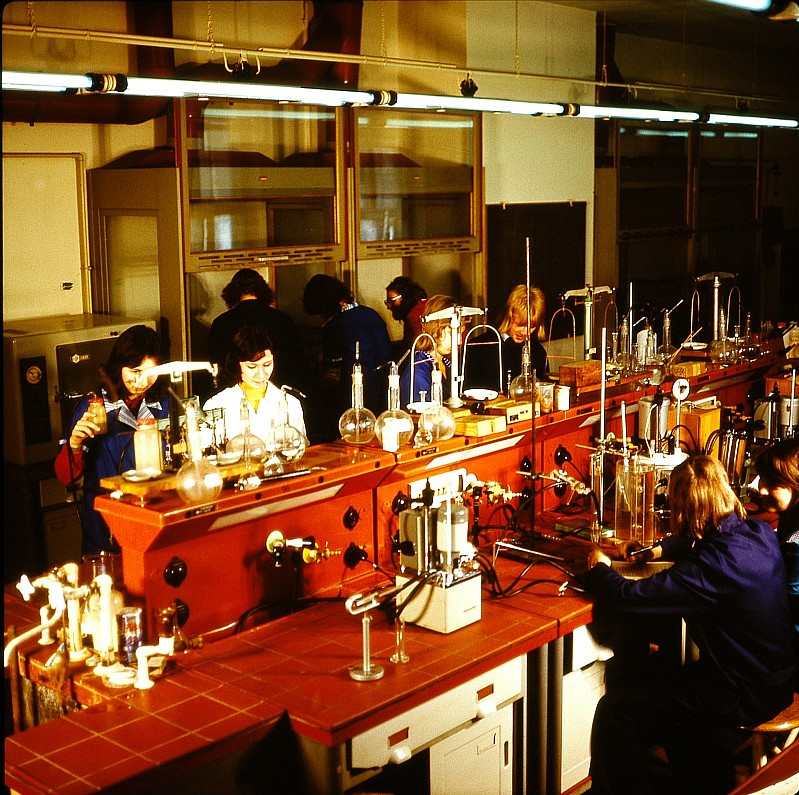
Egy laboratórium az 1970-es években
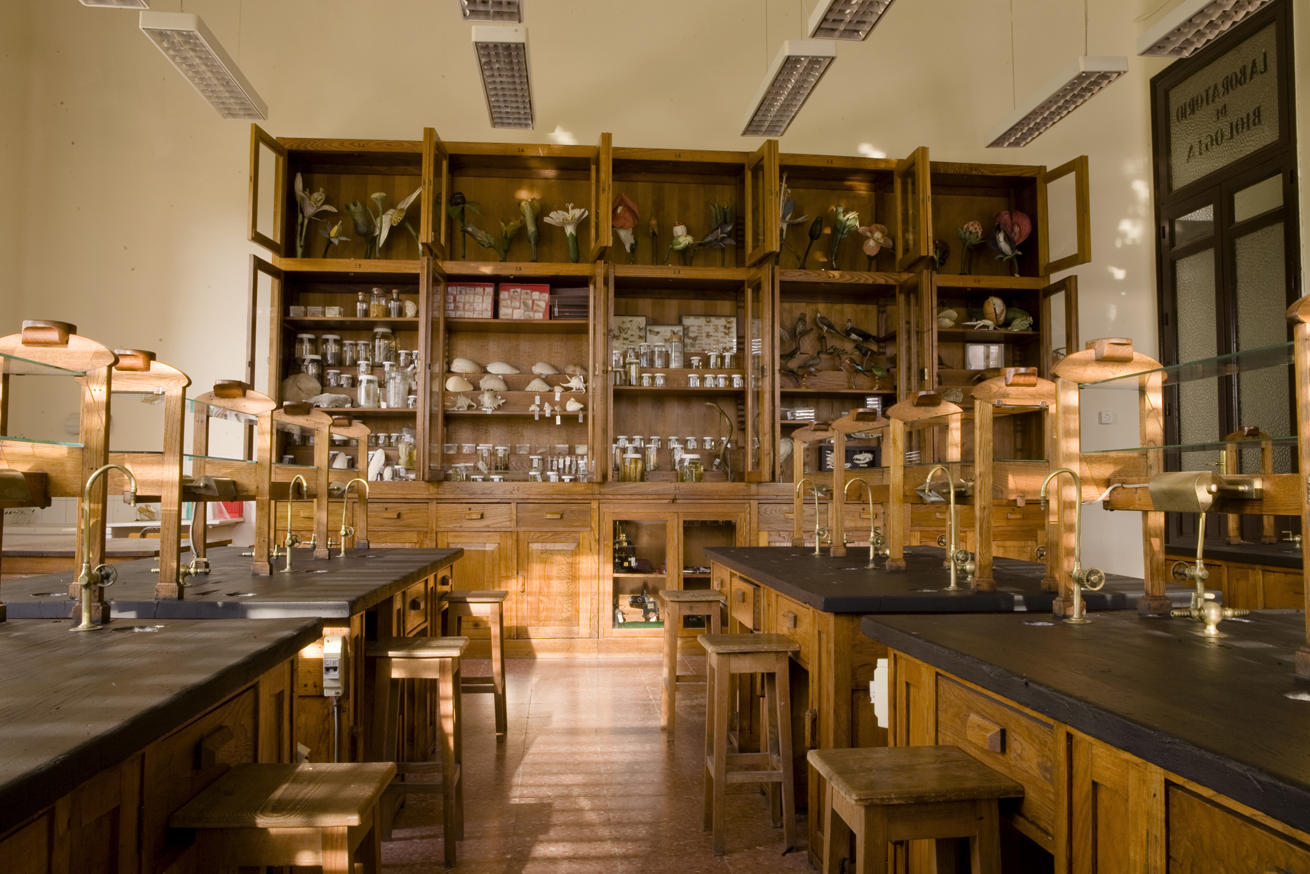
Egy biológiai laboratórium 2016-ban, amelyben XX. századi berendezések vannak.
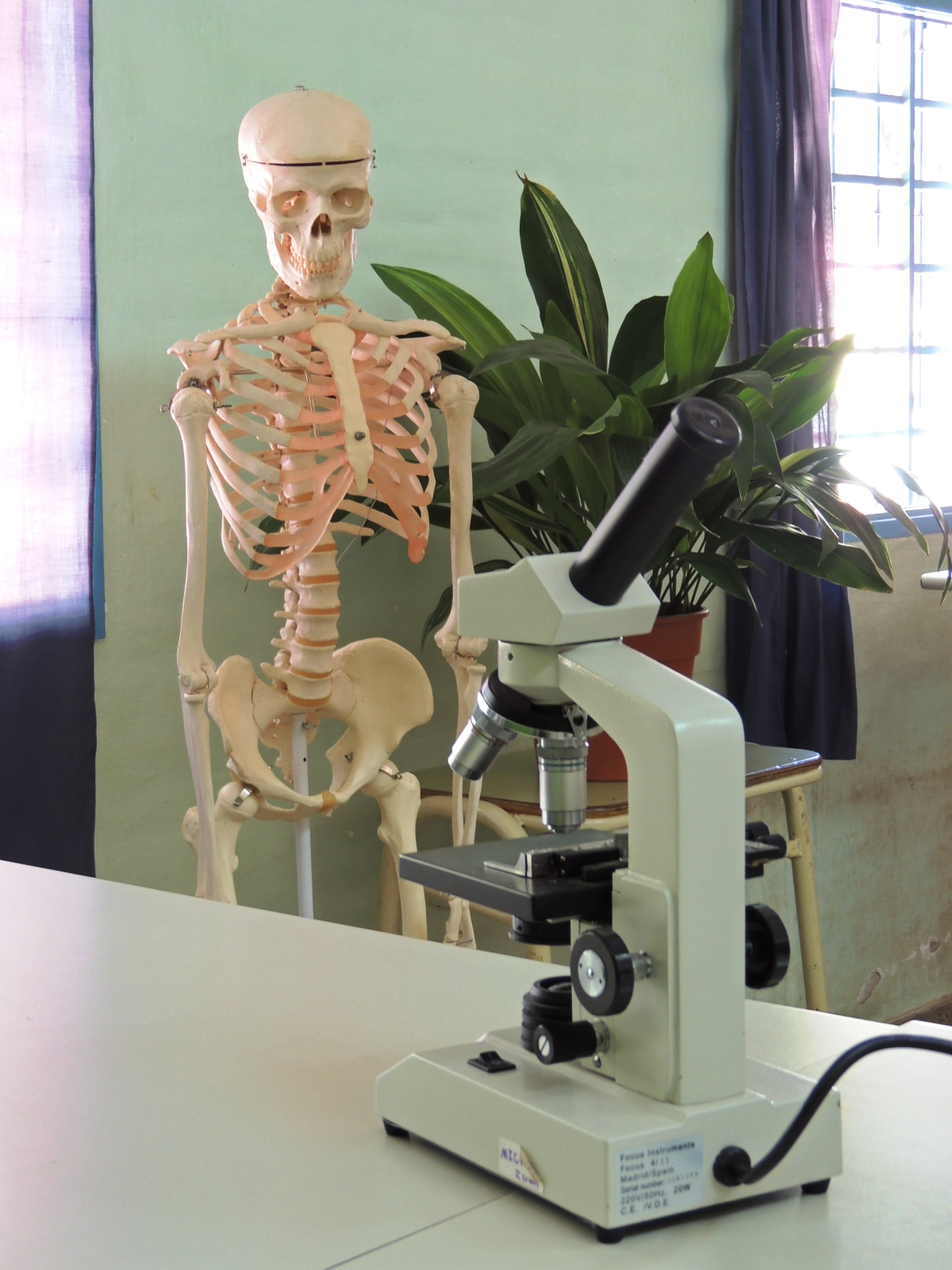
Orvosi monokuláris fénymikroszkóp - laboratóriumi eszköz
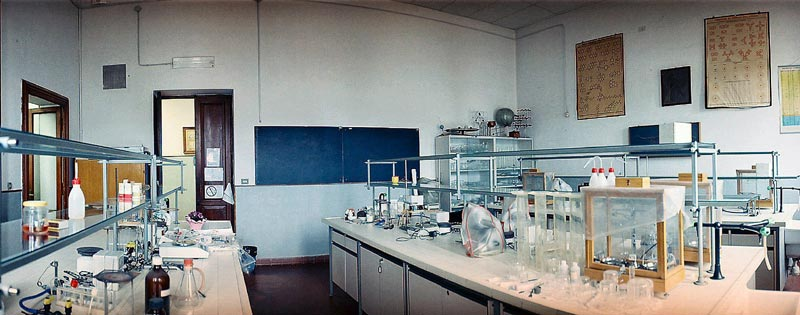
Kémiai laboratórium 2015-ben